# Kristijan Baric
Kristijan Baric (* 20. Dezember 1988) ist ein ehemaliger österreichischer Fußballspieler.

## Karriere
Baric begann seine Karriere beim ASKÖ Oedt. Im Jänner 1999 wechselte er zum ASKÖ Ebelsberg Linz. Zur Saison 2000/01 schloss er sich dem ASKÖ Donau Linz, ehe er zur Saison 2001/02 zu Ebelsberg zurückkehrte. Zur Saison 2002/03 kam er in das BNZ Linz. Im März 2003 wechselte er in die Jugend des FC Blau-Weiß Linz. Im Jänner 2005 schloss er sich der Union St. Florian an. In St. Florian kam er ab der Saison 2005/06 für die zweite Mannschaft zum Einsatz, für die er insgesamt 23 Partie in der siebtklassigen 1. Klasse absolvierte. Zur Saison 2006/07 wechselte er zu den Amateuren des LASK. Für diese kam er zu 16 Einsätzen in der OÖ Liga.
Zur Saison 2007/08 wechselte Baric nach Vorarlberg zum Regionalligisten FC Rot-Weiß Rankweil. Für Rankweil absolvierte er 23 Partien in der Regionalliga West. Zur Saison 2008/09 wechselte er dann zurück zum FC Blau-Weiß Linz in die Regionalliga Mitte. Für die Linzer absolvierte er 24 Partien in der dritthöchsten Spielklasse. Zur Saison 2009/10 schloss er sich dem Zweitligisten FC Dornbirn 1913 an. Sein Debüt in der zweiten Liga gab er im Juli 2009, als er am ersten Spieltag jener Saison gegen den SKN St. Pölten in der 53. Minute für Samir Karahasanovic eingewechselt wurde. In seiner ersten Profisaison kam er zu insgesamt 26 Einsätzen in der zweithöchsten Spielklasse, aus der er mit Dornbirn zu Saisonende jedoch abstieg.
Daraufhin kehrte Baric wieder nach Oberösterreich zurück und wechselte zum Regionalligisten FC Wels. Für die Welser spielte er 29 Mal in der Regionalliga Mitte. Zur Saison 2011/12 kehrte er erneut zu Blau-Weiß Linz zurück, das mittlerweile in die zweite Liga aufgestiegen war. Bei Blau-Weiß spielte er jedoch bei den Profis keine Rolle und kam ausschließlich für die Reserve in der Bezirksliga zum Zug. Daraufhin wechselte er nach einem halben Jahr in der Landeshauptstadt im Jänner 2012 zum viertklassigen SV Grieskirchen. Für Grieskirchen spielte er zwölfmal in der OÖ Liga.
Zur Saison 2012/13 wechselte Baric zum Ligakonkurrenten SK Vorwärts Steyr. Für die Steyrer absolvierte er 21 Partien, mit ihnen stieg er zu Saisonende in die Regionalliga auf. Nach dem Aufstieg verließ er den Verein aber und wechselte zum fünftklassigen SK St. Magdalena. Für St. Magdalena kam er in drei Spielzeiten zu 73 Einsätzen in der Landesliga, in denen er zehnmal traf. Nach der Saison 2015/16 verließ er den Klub. Nach einem Halbjahr ohne Verein wechselte der Defensivspieler im Winter 2016/17 zur achtklassigen Union St. Veit/Mühlkreis. In der 2. Klasse absolvierte er für St. Veit 18 Spiele, in denen er 14 Mal traf.
Nach einem Jahr zog er dann im Jänner 2018 weiter zur siebtklassigen DSG Union Pichling. Für Pichling spielte er zwölfmal in der 1. Klasse und traf dabei ebenso oft. Die Linzer verließ er nach der Saison 2017/18 wieder. Nach einem halben Jahr Pause schloss er sich zur Rückrunde 2018/19 dem ebenfalls siebtklassigen ASKÖ Kematen-Piberbach an. Für Kematen-Piberbach absolvierte er 13 Partien. Zur Saison 2019/20 wechselte er zur Union Puchenau. Für Puchenau kam er zu elf Einsätzen in der 1. Klasse, in denen er zwölfmal traf. Nach der Saison 2019/20 beendete Baric seine Karriere als Aktiver.